# Документов, Рудольф Николаевич
Рудольф Документов (25 августа 1934, Челябинск, СССР — 1990) — советский хоккеист и тренер. Мастер спорта СССР (1957). Мастер спорта СССР международного класса по хоккею с шайбой.

## Биография
Воспитанник спортивного клуба Челябинского тракторного завода.
В 1950 году в возрасте 16 лет дебютировал за челябинский «Дзержинец». За клуб провёл 10 сезонов (227 матчей, 74 заброшенные шайбы и 4 голевых паса). Первый игрок «Трактора», забивший 4 гола в одном матче (25 декабря 1961 против рижской «Даугавы»).
Четыре года выступал за омский «Спартак», в 1959 году стал чемпионом РСФСР в составе клуба.
Карьеру закончил в усть-каменогорском «Торпедо».
Чемпион Студенческих игр 1956 года, играл за вторую сборную страны.
В 1965 году — второй тренер «Трактора». С 1968 по 1970 работал в Кургане с местными клубами «Зауралец» и «Труд». В сезоне 1970/71 тренировал норильский «Заполярник».
Умер в 1990 году. Похоронен на Успенском кладбище Челябинска.